# Ete und Ali
Ete und Ali és un llargmetratge alemany oriental produït per DEFA i dirigit per Peter Kahane el 1985.

## Argument
L'Ete i l'Ali han acabat el servei militar i tots dos tenen poques ganes de tornar a casa: Un poble on mai no passa res espera a l'Alí descarat però de bon caràcter, i la seva dona Marita, que va començar una relació amb el ric Manni durant la seva etapa a l'exèrcit, espera a l'Ete, tímid, de 22 anys. Encara que l'Ete i l'Ali planegen viatjar a Praga així, acaben a l'apartament de l'Ete a causa de la manca de passaports.
Ali s'enfronta a Manni abans que l'Ete i la Marita l'expulsin. Com que en Manni està lligat a la Marita com una rebava durant els propers dies, l'Ete i l'Ali segresten la Marita en un camió després de la feina. Després d'una breu i reeixida escapada de Manni a través de Pasewalk, la primera conversa té lloc entre l'Ete i la Marita. El resultat és que ella marxa del seu pis compartit i troba refugi amb el seu pare. Ell, al seu torn, preferiria veure la seva filla al costat de l'Ete i es mostra satisfeta quan ell i l'Ali tornen a treballar a la seva empresa de transport, com havia fet l'Ete abans d'unir-se a l'exèrcit.
Tot i que l'Ete i l'Ali esperen guanyar-se el respecte de la Marita a través del seu treball exemplar amb el pare de la Marita, aquesta s'enamora de Manni. S'instal·la a un apartament de dues habitacions en una urbanització nova de moda, condueix un Lada i posseeix discs que l'Ete només pot somiar. Només la manera despreocupada i segura d'Alí li dona coratge. També és l'Alí qui convenç a l'Ete de comprar una casa antiga. El pare de la Marita, al seu torn, ofereix a l'Ete que es faci càrrec de l'empresa, que ja no pot gestionar a causa del reumatisme. Tot i que l'Ali està entusiasmat, l'Ete es veu massa lligat a una edat jove. El matrimoni amb la Marita, que es va mudar de l'apartament de dues habitacions del Manni massa exigent i es va mudar a la casa acabada de comprar d'Ete, també acaba malament perquè tots dos són massa diferents. Ali creu que un fill seria l'ideal per preservar el matrimoni. Poc abans de l'acte d'inauguració, però, acaba borratxo al llit amb la Marita i l'Ete empaqueta les seves coses. Creu que l'Alí i la Marita farien una parella millor.
Més tard es veu a l'Ete com un conductor de camió. Fa tres mesos que està divorciat de la Marita i es troba amb l'Alí en una dutxa compartida. Una mica més tard estan junts de gira en camions i l'Ali ja té nous plans sobre com pot millorar la vida d'Ete.

## Repartiment
- Thomas Putensen: Ali
- Daniela Hoffmann: Marita
- Hilmar Eichhorn: Manni
- Karin Gregorek: dona de l'oficina d'habitatge
- Otto Heidemann: Budak
- Heinz Hupfer: Erwin
- Ursula Am Ende: companya més gran
- Wolfram le Plat: Pasqua
- Tatjana Thomas: 1r alumne
- Berenice Großkopf: 2n alumne
- Else Sanden: propietari
- Andrea Aust: Jove col·lega

## Producció
Ete und Ali es va rodar l'any 1984 a Pasewalk i Ueckermünde i es va estrenar el 31 de maig de 1985 al Panorama-Palast-Theater d'Erfurt. Els dos actors principals encara estaven en formació en el moment del rodatge: Jörg Schüttauf estudiava interpretació, mentre que Thomas Putensen era estudiant de música.

## Crítica
L'any 1985, Renate Holland-Moritz va elogiar els "diàlegs meravellosament puntuals... la quantitat dels quals no sembla conversadora, però en realitat és addictiva"
Al Lexikon des internationalen Films va trobar que "l'intent de mantenir un equilibri entre l'humor i un rerefons seriós... no era del tot convincent". Tanmateix, a través de l'observació psicològicament precisa dels personatges, la pel·lícula guanya credibilitat i estimula […] la reflexió, sobretot sobre el tractament metafòric del tema d'estar tancat a l'"univers" de la RDA."
Cinema va descriure la pel·lícula com una "comèdia social ràpida i moderadament crítica de la RDA" i com un "amic agradable dels estudis DEFA".

## Premi
Al Festival de Cinema Max Ophüls la pel·lícula va rebre el Premi del Jurat Interfilm.
Jörg Schüttauf va ser premiat com el millor actor jove al Festival Nacional de Llargmetratges de la RDA  l'any 1986.